# Millendorf
Millendorf is een plaats in de Duitse gemeente Bedburg, deelstaat Noordrijn-Westfalen.
Het is de westelijke helft van de Ortschaft Lipp/Millendorf in de gemeente Bedburg en vormt bestuurlijk één geheel met  Lipp (Bedburg); zie aldaar voor informatie over dit tweelingdorp.